# Campo di concentramento di Banjica

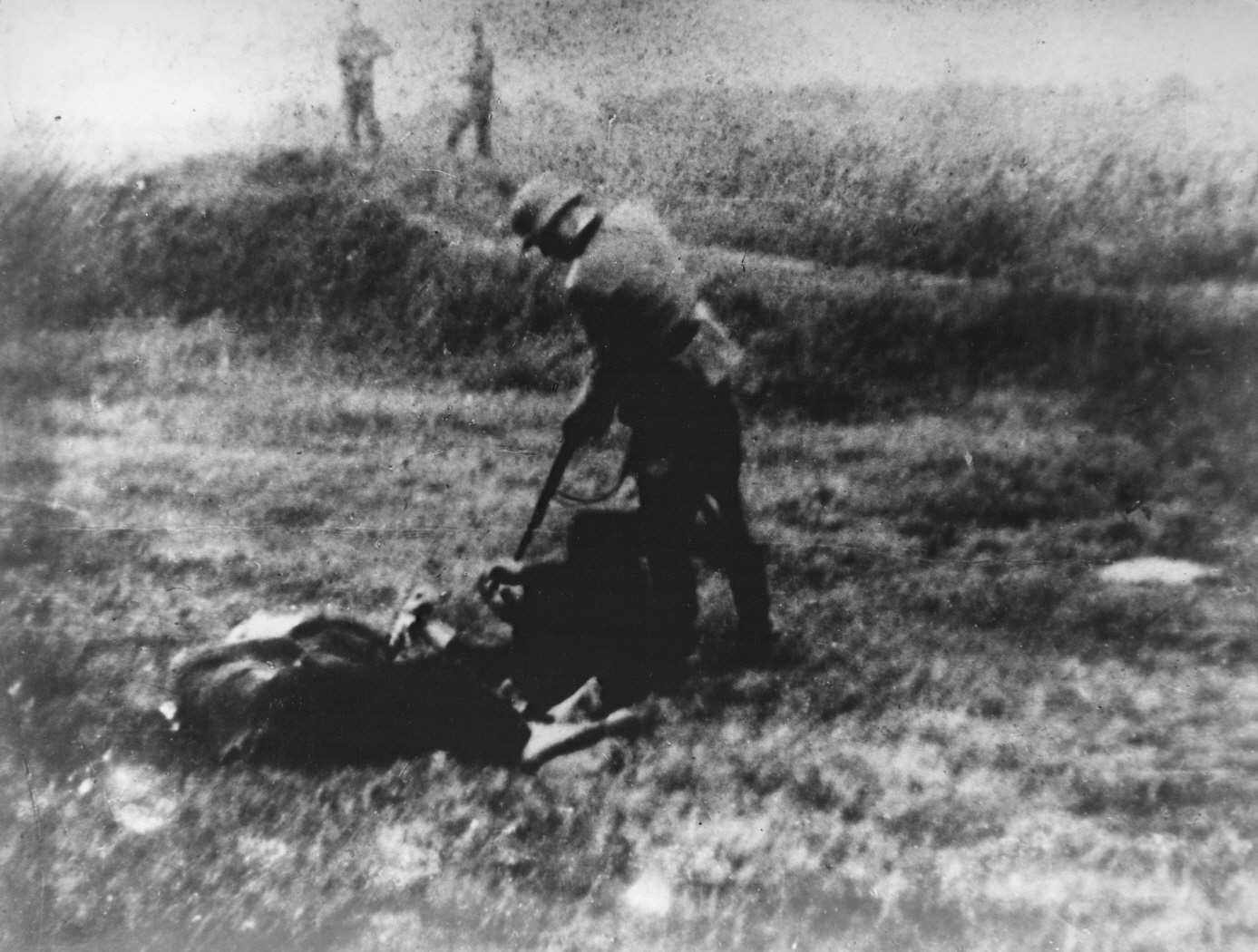
Un soldato tedesco punta il fucile contro un prigioniero a Jajinci.

Il campo di concentramento di Banjica è stato un campo di concentramento nazista serbo-tedesco, attivo dal giugno 1941 al settembre 1944 durante la seconda guerra mondiale. Si trovava nella periferia di Belgrado, parte della Jugoslavia. Inizialmente è stato usato come centro per ospitare ostaggi, ma, in seguito, incluse ebrei, comunisti, zingari e partigiani catturati. Gli amministratori del campo registrarono i nomi di 23.637 prigionieri. I comandanti di questo campo di concentramento sono stati Willy Friedrich, ufficiale della Gestapo e Strahinja Janjić, comandante della Gestapo serba.
Dopo l'occupazione tedesca della Jugoslavia, il campo, che in precedenza era stato un insieme di caserme dell'esercito reale jugoslavo, faceva parte della sistematica distruzione della popolazione ebraica. Il 30 maggio 1941, il governo filonazista serbo privò la libertà personale e civile degli ebrei, li escluse dall'esercito e dalle scuole pubbliche, li obbligò al lavoro forzato, e ordinò a tutti i membri della comunità ebraica di indossare la stella di David come emblema.

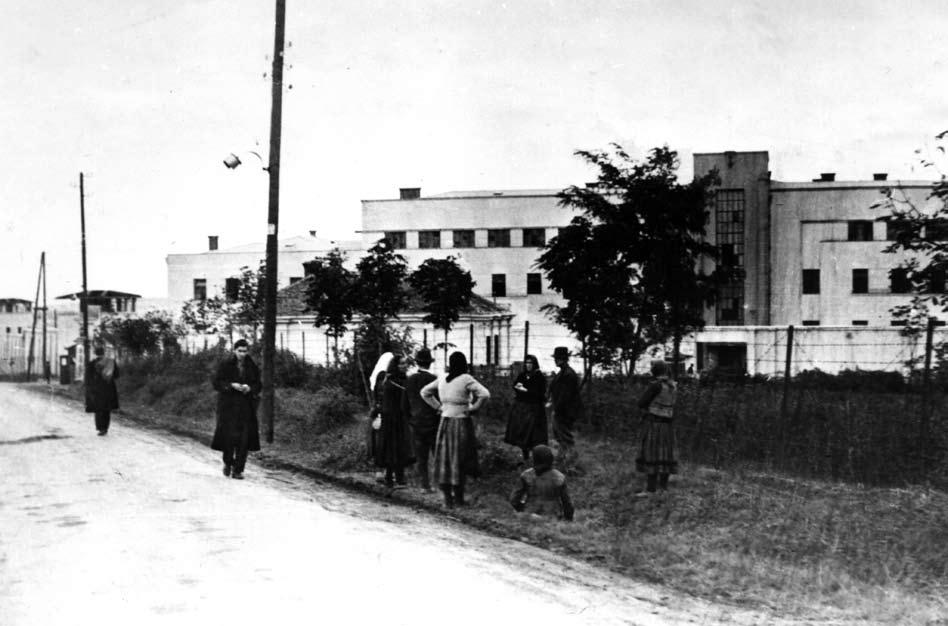

Le prime esecuzioni in rappresaglia si svolsero alla fine di giugno del 1941 contro i "comunisti ed ebrei". La prima esecuzione di massa a Banjica avvenne il 17 dicembre 1941, quando furono fucilati 170 prigionieri.

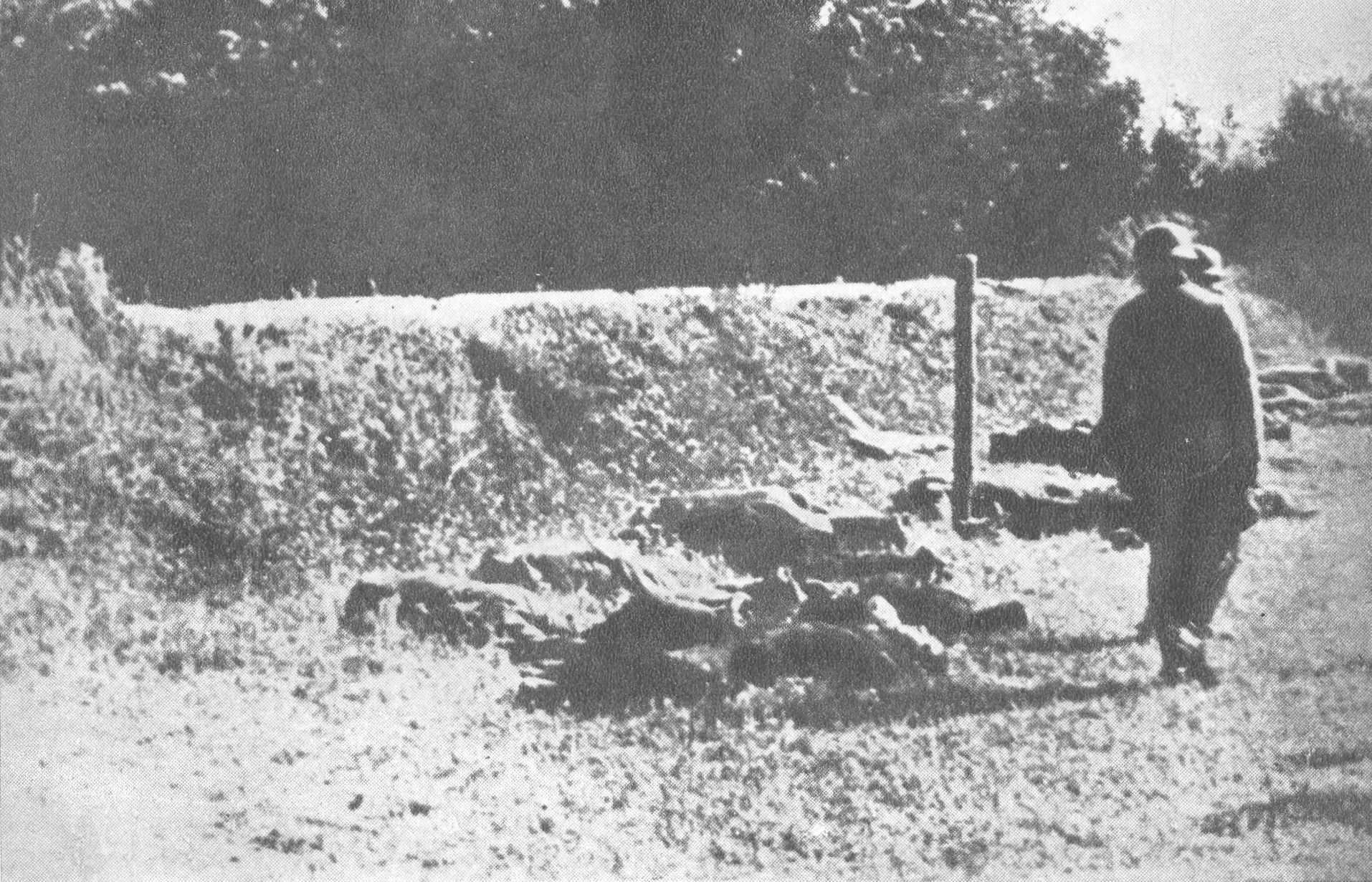

## Prigionieri noti
- Olga Alkalaj (1907-1942), leader comunista
- Aleksandar Belić (1876-1960), linguista e accademico
- Josip "Bepo" Benkovic, pittore (ucciso nel 1943)
- Vaso Čubrilović (1897-1990), politico e storico
- Aleksandar Deroko (1894-1988), architetto
- Jovan Erdeljanovic (1874-1944), etnologo
- Ivan Đaja, biologo
- Tihomir Djordjevic, etnologo
- Miloš Đurić, filologo e filosofo
- Mihailo Ilic, politologo (ucciso nel 1944)
- Petar Kolendić, storico della letteratura
- Aleksandar Leko, chimico
- Tina Morpurgo (1907-1944), pittrice, uccisa dalle SS
- Viktor Novak (1889-1977), storico e accademico
- Vlastimir Pavlović Carevac (1895-1965), compositore
- Veljko Petrović, scrittore
- Milunka Savić (1892-1973), eroina della prima guerra mondiale
- Risto Stijović (1894-1974), pittore
- Shime Spitzer (1892-1941), sionista, ucciso a Banjica
- Nikola Vulić (1872-1945), storico e filologo
- Marko Ristić (1913-1942) scrittore e partigiano rivoluzionario comunista

### Libri
- Ana Antić, Police Force Under Occupation: Serbian State Guard and Volunteers' Corps in the Holocaust, in Sara R. Horowitz (a cura di), Back to the Sources: Re-examining Perpetrators, Victims and Bystanders, Evanston, Northwestern University Press, 2012, ISBN 978-0-8101-2862-0.
- Sima Begović, Logor Banjica 1941–1944 [Banjica camp 1941–1944], vol. 1, Belgrade, Yugoslavia, Institut za Savremenu Istoriju, 1989a, ISBN 978-0-86740-329-9.
- Sima Begović, Logor Banjica 1941–1944 [Banjica camp 1941–1944], vol. 2, Belgrade, Yugoslavia, Institut za Savremenu Istoriju, 1989b, ISBN 978-0-86740-329-9.
- Christopher Browning, The Origins Of The Final Solution, London, England, Cornerstone Digital, 2014, ISBN 978-1-4481-6586-5.
- Sima M. Ćirković, The Serbs, Oxford, England, Blackwell Publishing, 2004, ISBN 978-1-4051-4291-5.
- Philip J. Cohen, Serbia's Secret War: Propaganda and the Deceit of History, College Station, Texas, Texas A&M University Press, 1996, ISBN 978-0-89096-760-7.
- Vladimir Dedijer, Tito Speaks: His Self-Portrait and Struggle with Stalin, London, England, Weidenfeld and Nicolson, 1953.
- Dimitrije Đorđević, Scars and Memory: Four Lives in One Lifetime, New York, New York, East European Monographs, 1997, ISBN 978-0-88033-368-9.
- Israel Gutman, Encyclopedia of the Holocaust, Volume IV., Macmillan Publishing Company, 1995, ISBN 978-0-02-864527-8.
- Herbert Hirsch, Anti-Genocide: Building an American Movement to Prevent Genocide, Westport, Connecticut, Greenwood Publishing Group, 2002, ISBN 978-0-275-97676-7.
- Raphael Israeli, The Death Camps of Croatia: Visions and Revisions, 1941–1945, New Brunswick, New Jersey, Transaction Publishers, 2013, ISBN 978-1-4128-4975-3.
- Evica Micković (a cura di), Logor Banjica: Logoraši, 1941–1944 [Banjica Camp: Inmates, 1941–1944], Belgrade, Serbia, Istorijski arhiv, 2009, ISBN 978-86-80481-24-1.
- Paul Mojzes, Balkan Genocides: Holocaust and Ethnic Cleansing in the 20th Century, Lanham, Maryland, Rowman & Littlefield, 2011, ISBN 978-1-4422-0665-6.
- Slavko Odić e Slavko Komarica, Noć i magla: Gestapo u Jugoslaviji [Night and Fog: The Gestapo in Yugoslavia], Zagreb, Yugoslavia, Centar za informacije i publicitet, 1977, OCLC 440780197.
- Stevan K. Pavlowitch, Hitler's New Disorder: The Second World War in Yugoslavia, New York, New York, Columbia University Press, 2007, ISBN 978-1-85065-895-5.
- Sabrina P. Ramet, The Three Yugoslavias: State-Building and Legitimation, 1918–2005, Bloomington, Indiana University Press, 2006, ISBN 978-0-253-34656-8.
- Sabrina P. Ramet e Sladjana Lazić, The Collaborationist Regime of Milan Nedić, in Sabrina P. Ramet e Ola Listhaug (a cura di), Serbia and the Serbs in World War Two, London, England, Palgrave Macmillan, 2011, ISBN 978-0-230-34781-6.
- Walter R. Roberts, Tito, Mihailović and the Allies 1941–1945, Durham, North Carolina, Duke University Press, 1973, ISBN 978-0-8223-0773-0.
- Menachem Shelach, The Nazi Holocaust. Part 6: The Victims of the Holocaust, Volume 2, a cura di Michael Robert Marrus, Berlin, Walter de Gruyter, 1989, ISBN 978-3-11-096872-9.
- Frederick Bernard Singleton, A Short History of the Yugoslav Peoples, New York, Cambridge University Press, 1985, ISBN 978-0-521-27485-2.
- Jozo Tomasevich, War and Revolution in Yugoslavia, 1941–1945: Occupation and Collaboration, Stanford, California, Stanford University Press, 2001, ISBN 978-0-8047-3615-2.
- United States Holocaust Memorial Museum, Days of Remembrance: April 3–10, 1994, Washington, D.C., United States Holocaust Memorial Museum, 1994.
- Hana Weiner e Dāliyyā Ôfer, Dead-End Journey: The Tragic Story of the Kladovo-Šabac Group, University Press of America, 1996, ISBN 978-0-7618-0199-3.

### Giornali
- Paul N. Hehn, Serbia, Croatia and Germany 1941–1945: Civil War and Revolution in the Balkans, in Canadian Slavonic Papers, vol. 13, n. 4, University of Alberta, 1971, JSTOR 40866373.